# Instituto prestador de salud
Se conoce como instituto prestador de salud (IPS) a todas las instituciones privadas en Colombia que prestan los servicios médicos de consulta, hospitalarios, clínicos y de cuidados intensivos. Una IPS es contratada por las entidades promotoras de salud (EPS) para que cumpla con los planes y servicios que estas ofrecen (promueven) a sus usuarios, pero son las EPS que cancelan todos los gastos médicos que sus pacientes generen a las IPS.
También existen las denominadas IPSI (instituto promotor de salud indígena) que destinan sus servicios a determinados pueblos indígenas americanos. No puede confundirse con las Empresas Sociales del Estado (ESE) que son clínicas y hospitales públicos.